# Боґатинське
Боґатинське (пол. Bogatyńskie, нім. Tüngen) — село в Польщі, у гміні Орнета Лідзбарського повіту Вармінсько-Мазурського воєводства.
Населення — 48 осіб (2011).
У 1975-1998 роках село належало до Ельблонзького воєводства.

## Демографія
Демографічна структура станом на 31 березня 2011 року:
|          | Загалом | Допрацездатний вік | Працездатний вік | Постпрацездатний вік |
| -------- | ------- | ------------------ | ---------------- | -------------------- |
| Чоловіки | 20      | 3                  | 15               | 2                    |
| Жінки    | 28      | 4                  | 17               | 7                    |
| Разом    | 48      | 7                  | 32               | 9                    |